# Aegimia elongata
Aegimia elongata är en insektsart som beskrevs av Rehn, J.A.G. 1903. Aegimia elongata ingår i släktet Aegimia och familjen vårtbitare. Inga underarter finns listade i Catalogue of Life.